# Ворота Самарканд
Ворота Самарканд (Самаркандские ворота) (узб. Samarqand darvozasi) — крепостные ворота, воссозданные на прежнем месте в Бухаре (Узбекистан). Впервые были воздвигнуты во второй половине XVI века, при узбекском правителе Абдулла-хане II, в тогдашней столице Бухарского ханства. Были установлены на северо-восточной части бухарской крепостной стены. Разрушены, с прилегающей к ним городской стеной, при Советской власти 17 мая 1939 года как «тормозящие нормальное движение в городе». Воссозданы 2012 году (или в январе 2009 года). Являются одними из 4-х воссозданных в пред-разрушенном виде и 11-ти когда либо существовавших ворот Бухары. Эти также, одни из немногих одноимённых крепостных ворот когда-либо существовавщих в Ташкенте, Джизаке и др. Находятся на шоссе им. Абу Али Ибн Сины.
Ворота получили своё название от одноимённого города — Самарканда, с которым Бухара имела многовековую и постоянную связь. Проходящая через них дорога, также, вела в сторону загородных резиденций последних Бухарских эмиров — Ситораи Мохи-хоса, Кари и в Кермине.
Архитектурный памятник входит в «Национальный перечень объектов недвижимости материального культурного наследия Узбекистана».